# Partito Verde della Nuova Zelanda
Il Partito Verde della Nuova Zelanda (in inglese Green Party of Aotearoa New Zealand; in māori Rōpū Kākāriki o Aotearoa, Niu Tireni) è un partito politico neozelandese di orientamento ecologista fondato nel 1990.

## Risultati elettorali
| Elezione      | Voti    | %     | Seggi    |
| ------------- | ------- | ----- | -------- |
| Generali 1999 | 106.560 | 5,16  | 7 / 120  |
| Generali 2002 | 142.250 | 7,0   | 9 / 122  |
| Generali 2005 | 120.521 | 5,3   | 6 / 122  |
| Generali 2008 | 157.613 | 6,72  | 9 / 122  |
| Generali 2011 | 247.372 | 11,06 | 14 / 122 |
| Generali 2014 | 257.356 | 10,70 | 14 / 121 |
| Generali 2017 | 162.443 | 6,27  | 8 / 121  |
| Generali 2020 | 180.347 | 7,57  | 10 / 121 |